# Aeropuerto Internacional de Arad
El Aeropuerto Internacional de Arad (IATA: ARW, OACI: LRAR) se encuentra cerca de Arad, al oeste de Rumanía, en la región histórica de Transilvania. El aeropuerto se encuentra a sólo 60 km al norte del Aeropuerto de Timişoara, el tercero mayor del país.

## Aerolíneas y destinos

### Pasajeros
| Aerolíneas        | Destinos                    |
| ----------------- | --------------------------- |
| Corendon Airlines | Chárter estacional: Antalya |

### Carga
- La terminal de carga del aeropuerto de Arad será la mayor al oeste de Rumanía.